# منتزعة الكبريت الشاطئية البحرية
منتزعة الكبريت الشاطئية البحرية (الاسم العلمي: Desulfovibrio litoralis) هي نوع من البكتيريا، سلبية الغرام، تتبع جنس منتزعة الكبريت.